# دنيس ستيفنز
دنيس ستيفنز (بالإنجليزية: Dennis Stevens)‏ (30 نوفمبر 1933 في المملكة المتحدة - 20 ديسمبر 2012 ببولتن في المملكة المتحدة) هو لاعب كرة قدم بريطاني في مركز مهاجم داخلي. لعب مع أولدهام أثلتيك وبولتون واندررز ونادي إيفرتون ونادي ترانمير روفرز لكرة القدم.

## وصلات خارجية
- دنيس ستيفنز على موقع قاعدة بيانات كرة القدم.إي يو (الإنجليزية)